# Norio Omura
Norio Omura (小村 徳男 Omura Norio?, Matsue, Shimane, 6 de septiembre de 1969) es un exfutbolista y actual entrenador japonés. Se desempeñó como defensa y militó en diversos clubes de Japón.

## Clubes (como jugador)
| Club                | País  | Año         |
| ------------------- | ----- | ----------- |
| Yokohama F. Marinos | Japón | 1992 - 2001 |
| Vegalta Sendai      | Japón | 2002 - 2003 |
| Sanfrecce Hiroshima | Japón | 2004 - 2006 |
| Yokohama FC         | Japón | 2006 - 2007 |
| Gainare Tottori     | Japón | 2008        |

## Clubes (como entrenador)
| Club            | País  | Año  |
| --------------- | ----- | ---- |
| Gainare Tottori | Japón | 2013 |

## Selección nacional
Ha sido internacional con la Selección de fútbol de Japón; donde jugó 30 partidos internacionales y anotó 4 goles por dicho seleccionado. Incluso participó con su selección en la Copa del Mundo FIFA Francia 1998, donde su selección quedó eliminado, en la primera fase del mencionado torneo.

## Estadísticas

### Selección nacional
Fuente:
| Selección de Japón | Selección de Japón | Selección de Japón |
| Año                | Part.              | Goles              |
| ------------------ | ------------------ | ------------------ |
| 1995               | 4                  | 0                  |
| 1996               | 12                 | 2                  |
| 1997               | 10                 | 2                  |
| 1998               | 4                  | 0                  |
| Total              | 30                 | 4                  |

#### Participaciones en fases finales
| Torneo                         | Sede                   | Resultado        | Partidos | Goles |
| ------------------------------ | ---------------------- | ---------------- | -------- | ----- |
| Copa Asiática 1996             | Emiratos Árabes Unidos | Cuartos de final | 4        | 0     |
| Copa Mundial de Fútbol de 1998 | Francia                | Primera fase     | 1        | 0     |

## Palmarés

### Títulos nacionales
| Título             | Club             | País  | Año  |
| ------------------ | ---------------- | ----- | ---- |
| Copa del Emperador | Yokohama Marinos | Japón | 1992 |